# ヴェルサイユファーム
ヴェルサイユファーム株式会社は、日本の北海道日高町にある競走馬の生産牧場である。

## 概要
元々は、宝塚歌劇団所属女優で、娘役トップにも就任した美雪花代（本名:岩﨑美由紀）の亡夫（2011年結婚）が経営していた、1987年創業の牧場「三城牧場」であり、美雪も結婚を機に北海道へ移住して牧場経営に専念するようになった。しかし、前夫がすい臓がんにより亡くなり、その遺志により美雪が経営を引き継ぐ意向を示すが、牧場経営そのものが素人だったうえに従業員も離れてしまうという苦しい状況の上に、借金額も億単位という多額の負債を抱えながらも5年にわたって完済することができ、その間、ライジングリーズン、ミスパンテールなどの重賞馬を送り出した。
それ以後も日本産馬のほか、欧米産の血脈も導入し、サンデーサイレンス、キングカメハメハ、シンボリクリスエスのほか、欧米のドバウィ、ファルブラヴ、ディラントーマス、ハードスパンなどの血統を持つ繁殖牝馬を多数繋養している。牧場の目標として日本ダービーや凱旋門賞で優勝する馬を生産することを目指している。
2017年に「ヴェルサイユファーム」に改名。社名の「ヴェルサイユ」は、宝塚歌劇団飛躍のきっかけにもなった演劇や、池田理代子の劇画でもある「ベルサイユのばら」にちなむ。

## 主な生産馬

### 三城牧場生産馬
- イイデサターン（1991年毎日杯）
- サンデーウェル（1995年セントライト記念）
- キングオブサンデー（1998年北海道3歳優駿）
- ウインマーベラス（2003年京都ジャンプステークス、小倉サマージャンプ、阪神ジャンプステークス、京都ハイジャンプ）
- ウインラディウス（2004年東京新聞杯、京王杯スプリングカップ、2005年富士ステークス）
- シャドウスケイプ（2004年根岸ステークス）
- トーセンシャナオー（2006年セントライト記念）
- リアライズノユメ（2010年エーデルワイス賞、兵庫ジュニアグランプリ）
- ミスパンテール（2017年ターコイズステークス、2018年京都牝馬ステークス、阪神牝馬ステークス、ターコイズステークス）
- ライジングリーズン（2017年フェアリーステークス）

### ヴェルサイユファーム生産馬
- ビーアストニッシド（2022年スプリングステークス）[4]

## Yogiboヴェルサイユリゾートファーム

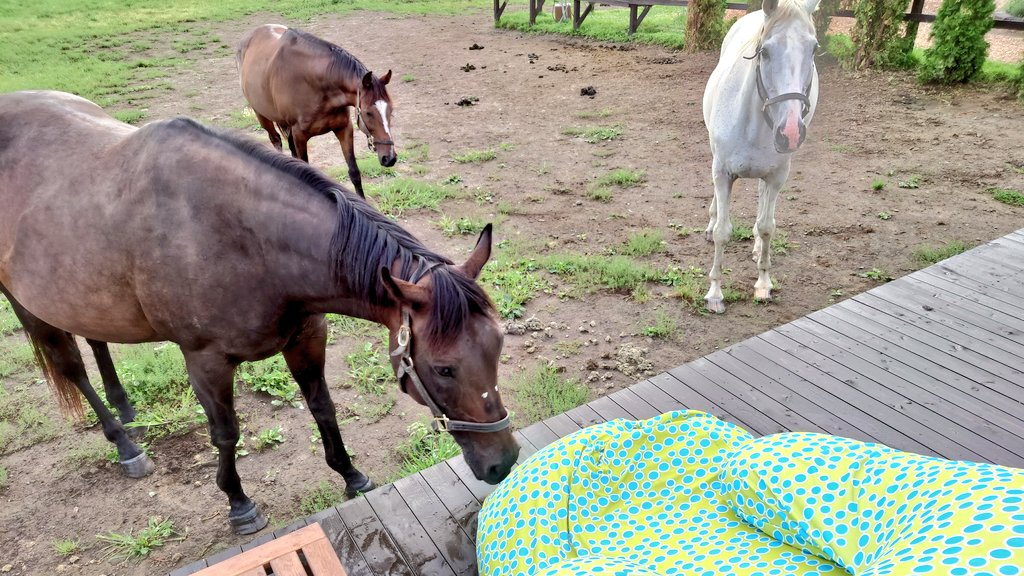
大放牧地内のトレーラーハウスA棟に集まる馬達

2018年頃に、引退競走馬を引き取るための分場として、「ヴェルサイユリゾートファーム」の名前で開業。2021年9月より、ビーズソファなどのインテリアを扱うライフスタイルブランド、Yogiboとネーミングライツ契約を結び、現在の「Yogiboヴェルサイユリゾートファーム」と改称。2022年6月現在、タニノギムレットをはじめとした引退競走馬に加え、オーナーより預託された種牡馬が繋養されている。

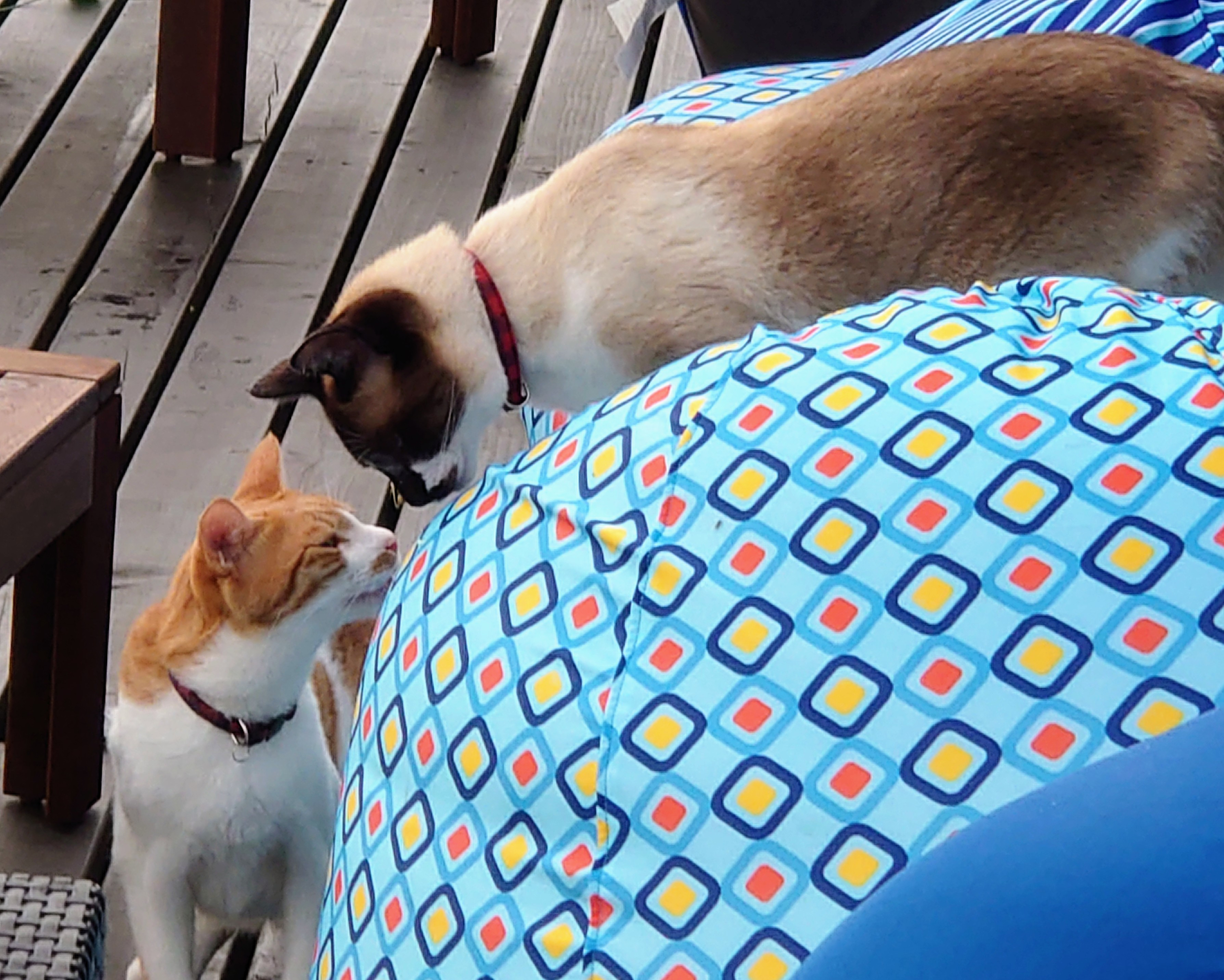
yogiboで遊ぶ看板猫、ホッケ(写真左)とコアラ(写真右)

また同ファームは観光施設も併設されており、牧場に隣接したカフェやホテル、グッズショップなどが設けられ、グッズは通信販売も利用することができる。
運営は一般社団法人ヴェルサイユ・リゾート・ファームが行っている。
代表はヴェルサイユファーム社長の美雪花代（岩崎美由紀）の息子の岩崎崇文。
2023年、日高振興局と、同ファーム、並びにYogibo Versailles Stable(ヨギボー ヴェルサイユ ステイブル)の3者間により、包括連携協定を結び、馬産地文化の持続的な発展のための保護・保全、並びに日高地区の地域の魅力発信や軽種馬産業にかかわるPRに協力することが決まった。

### 主な繋養馬

#### 種牡馬
- エタリオウ（種牡馬：2021年 - ） - 預託馬
- エンパイアペガサス（種牡馬：2022年 - ） - 預託馬
- オジュウチョウサン（種牡馬：2023年 - ）- 預託馬[8]
- スイーズドリームス（種牡馬：2023年 - ）- 預託馬
- オセアグレイト（種牡馬：2024年 - ） - 預託馬[9]
- ノヴェリスト（種牡馬：2024年 - ）
- ナランフレグ（種牡馬：2024年 - ） - 預託馬[10]
- ロジユニヴァース（種牡馬：2024年 - ） - 預託馬
- キタサンミカヅキ（種牡馬：2025年 - ） - 預託馬、種牡馬としては2025年は優駿スタリオンステーションで繋養
- ケイティブレイブ（種牡馬：2025年 - ）
- サイモンラムセス（種牡馬：2025年 - ）
- サウンドスカイ （種牡馬：2025年 - ）

#### 繁殖牝馬
- ステラリード（2023年 - ） - 預託馬

#### 功労馬
- アドマイヤジャパン
- グランプリボス
- クリノガウディー
- スカーレットレディ
- タニノギムレット
- ダンカーク
- ダンスディレクター[11]
- トウケイヘイロー
- ドーブネ
- ヒルノダムール
- ビービーガルダン
- フサイチセブン
- ミスペンバリー（パンサラッサの母馬）[12]
- ローズキングダム
- ロジクライ（種牡馬：2022年 - 2024年）
- ワンダーアキュート

### 過去の繋養馬
- オーシャンブルー（2022年8月4日死亡）
- サンカルロ（2020年10月17日死亡）
- タイキシャトル（2021年6月16日にノーザンレイクファームへ移動）[13]
- フロリダパンサー（種牡馬：2021年、2023年）
- ブロードアピール（2021年9月8日死亡）
- メイショウドトウ（2021年6月16日にノーザンレイクファームへ移動）[13]
- ゴールドティアラ（2024年3月9日死亡）